# IC 3812
IC 3812 је спирална галаксија у сазвјежђу Дјевица која се налази на листи објеката дубоког неба у Индекс каталогу.
Деклинација објекта је - 6° 43' 2" а ректасцензија 12h 49m 53,8s. Привидна величина (магнитуда) објекта IC 3812 износи 14,1 а фотографска магнитуда 15,0. IC 3812 је још познат и под ознакама MCG -1-33-19, IRAS 12472-0626, PGC 43409.